# Zapomniane Krainy
Zapomniane Krainy (ang. Forgotten Realms) – świat fantasy stworzony na potrzeby gry fabularnej Dungeons & Dragons przez Eda Greenwooda.
Zapomniane Krainy są największym i najpopularniejszym światem (settingiem) w tej grze, obecnym już w pierwszej edycji AD&D (1986) i wszystkich późniejszych.

## Świat przedstawiony

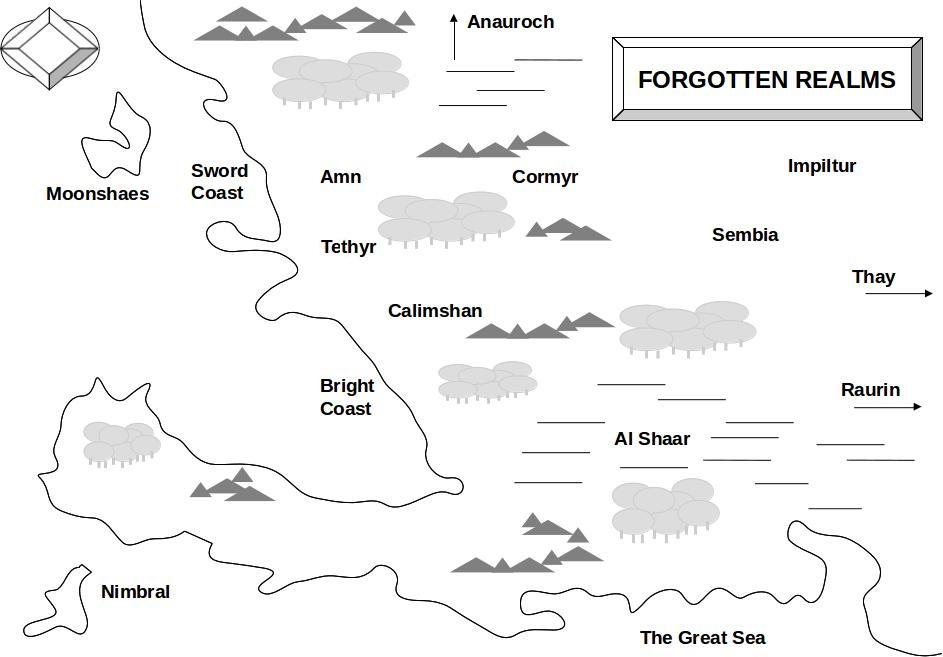
Mapa Forgotten Realms

Świat Forgotten Realms kojarzony jest głównie z jego centralnym i najdokładniej opisanym kontynentem Faerûn, położonym na planecie zwanej Torilem (pierwotnie Abeir-Toril). W kontekście świata przedstawionego Faerûn odpowiada Europie epoki średniowiecza do wczesnego renesansu (w zależności od edycji gry). Na zachód od Faerûnu znajduje się kontynent zwany Maztica. Na kontynencie tym żyją plemiona o kulturze i rozwoju cywilizacyjnym podobnym do naszych ziemskich Indian Ameryki Południowej i Środkowej sprzed czasów odkrycia Ameryki. Na południe, za bezkresnymi oceanami, leży Zakhara (znana z innego settingu D&D – Al-Quadim). Na wschodzie zaś są Bezkresne Pustkowia, na których żyją koczownicze ludy o kulturze podobnej do Mongołów Czyngis-chana, a dalej jeszcze znajdują się krainy Kara-Tur, przypominające daleki wschód w realiach feudalnej Japonii i Chin.

## Wydane w Polsce podręczniki do edycji 3 i 3.5 D&D dotycząceZapomnianych Krain
- Zapomniane Krainy Opis Świata (Forgotten Realms Campaign Setting) – podręcznik główny, pozwalający graczom rozgrywać przygody w świecie Zapomnianych Krain [3.0]
- Ekran Mistrza Podziemi (Dungeon Master's Screen) – kartonowy ekran z tabelkami pomocnymi dla Mistrzów Podziemi prowadzących grę w tymże świecie [bez znaczenia]
- Magia Faerunu (Magic of Faerûn) – podręcznik dotyczący magii typowej dla Krain [3.0]
- Miasto Pajęczej Królowej (City of the Spider Queen) – przygoda umożliwiająca graczom przeniesienie się do Podmroku [3.0]
- Srebrne Marchie (Silver Marches) – podręcznik szczegółowo opisujący jedną z części Faerûnu [3.0]
- Władcy Mroku (Lords of Darkness) – dodatek mówiący o złych postaciach ze świata Zapomnianych Krain [3.0]
- Wyznania i Panteony (Faiths & Pantheons) – podręcznik przedstawiający panteon bogów Faerûnu [3.0]
- Kompendium Potworów: Potwory Faerunu (Monsters of Faerûn) – podręcznik opisujący stworzenia żyjące w świecie Zapomnianych Krain [3.0]
- Przewodnik Gracza po Faerunie (Player's Guide to Faerûn) – podręcznik zawierający m.in. nowe klasy prestiżowe, atuty i czary oraz przesuniętą do przodu historię świata [3.5]
- Lśniące południe (Shining South) – podręcznik opisujący południe Faerûnu [3.5]
- Rasy Faerunu (Races of Faerûn) – podręcznik opisujący grywalne rasy Faerûnu [3.5]
- Podmrok (Underdark) – podręcznik opisujący krainy pod powierzchnią Faerûnu [3.5]

## Książki osadzone w świecie Forgotten Realms wydane w Polsce
- Książki poświęcone postaci Drizzta Do’Urdena (R.A. Salvatore)
  - Legenda Drizzta
    1. Ojczyzna
    2. Wygnanie
    3. Nowy Dom
    4. Kryształowy Relikt
    5. Strumienie Srebra
    6. Klejnot Halflinga
    7. Dziedzictwo
    8. Bezgwiezdna Noc
    9. Mroczne Oblężenie
    10. Droga do Świtu
    11. Bezgłośna Klinga
    12. Grzbiet Świata
    13. Morze Mieczy

  - Trylogia Klingi Łowcy
    1. Tysiąc Orków
    2. Samotny Drow
    3. Dwa miecze

  - Przemiany
    1. Król Orków
    2. The Pirate King
    3. The Ghost King
- Najemnicy (R.A. Salvatore)
  1. Sługa Reliktu
  2. Obietnica Króla-Czarnoksiężnika
  3. Droga Patriarchy
- Pięcioksiąg Cadderly’ego (R.A. Salvatore)
  1. Kantyczka
  2. Mroki Puszczy
  3. Nocne Maski
  4. Zdobyta forteca
  5. Klątwa Chaosu
- Trylogia Światło i Cienie (Elaine Cunningham)
  1. Córka Mrocznego Elfa
  2. Splątane Sieci
  3. Torujący Drogi
- Pięcioksiąg Pieśni i Miecze (Elaine Cunningham)
  1. Cień Elfa
  2. Pieśń Elfa
  3. Srebrne Cienie
  4. Twierdza Cierni
  5. Kule snów
- Trylogia Doradcy i Królowie (Elaine Cunningham)
  1. Ogar Magów
  2. Brama Wody
  3. Wojna Magów
- Trylogia Powrót Arcymagów (Troy Denning)
  1. Wezwanie
  2. Oblężenie
  3. Zaklinacz
- Seria Wojna Pajęczej Królowej
  1. Upadek (Richard Lee Byers)
  2. Powstanie (Thomas M. Reid)
  3. Potępienie (Richard Baker)
  4. Zagłada (Lisa Smedman)
  5. Unicestwienie (Philip Athans)
  6. Zmartwychwstanie (Paul S. Kemp)
- Trylogia Shandril (Ed Greenwood)
  1. Magiczny Ogień
  2. Korona Ognia
  3. Hand of Fire
- Cykl Awatarów
  1. Cienista Dolina (Richard Awlinson)
  2. Tantras (Richard Awlinson)
  3. Waterdeep (Richard Awlinson)
  4. Książę Kłamstw (James Lowder)
- Saga Cormyru
  1. Cormyr (Ed Greenwood, Jeff Grubb)
  2. Poza Wysoką Drogą (Troy Denning)
  3. Śmierć Smoka (Ed Greenwood, Troy Denning)
- Groźba z Morza (Mel Odom)
  1. Wzbierająca Fala
  2. Pod Spadającymi Gwiazdami
  3. Oko Morskiego Diabła
- Łotrzykowie (Edward Bolme)
  1. Alabastrowa laska
  2. Czarny Bukiet
- Sembia
  1. Tajemnice Sztormowego Dworu
  2. Świadek Cienia (Paul S. Kemp)
  3. Strzaskana Maska (Richard Lee Byers)
- Trylogia Kamienia Poszukiwacza (Kate Novak i Jeff Grubb)
  1. Lazurowe Więzy
  2. Ostroga Wywerna
  3. Pieśń Sauriali
- Trylogia Spadkobiercy Arrabar (Thomas M. Reid)
  1. Szafirowy Półksiężyc
  2. Rubinowa Strażniczka
- Trylogia Maztiki (Douglas Niles)
  1. Oko Helma
  2. Wężowa Dłoń
- Wrota Baldura
  1. Wrota Baldura (Philip Athans)
  2. Wrota Baldura 2: Cienie Amnu (Philip Athans)
  3. Wrota Baldura 2: Tron Bhaala (Drew Karpyshyn)
- Antologie
  - Krainy Cienia (red. Lizz Baldwin)
  - Krainy Chwały (red. James Lowder)
  - Krainy Głębin (red. Philip Athans)
  - Krainy Magii (red. Brian T. Thomsen, Robert J. King)
  - Krainy Podmroku (red. Robert J. King)
  - Krainy Tajemnic (red. Philip Athans)
  - Krainy Niesławy (red. Brian T. Thomsen, Robert J. King)
  - Krainy Wtajemniczeń (red. James Lowder)
- Inne
  - Evermeet Wyspa Elfów (Elaine Cunningham)
  - Maskarady (Kate Novak i Jeff Grubb)
  - Nocny Orszak (Scott Ciencin)
  - Opuszczony Dom - tom I trylogii Ostatni Mythal(Richard Baker)
  - Pierścień zimy (James Lowder)
  - Sadzawka Blasku – Ruiny Myth Drannor (Carrie Bebris)
  - Morze Piasków (Troy Denning)
  - Zawoalowany smok (Troy Denning)

## Gry komputerowe osadzone w świecie Zapomianych Krain
- seria Baldur's Gate
- seria Icewind Dale
- seria Neverwinter Nights
- Pool of Radiance
- trylogia Eye of the Beholder
- Menzoberranzan
- Ravenloft
- Dungeon Hack
- DeathKeep
- Gateway To The Savage Frontier
- Treasures Of The Savage Frontier
- Unlimited Adventures
- Demon Stone
- Hillsfar
- Mirabar
- Neverwinter
- Sword Coast Legends
- Blood and Magic